# Aphananthe aspera

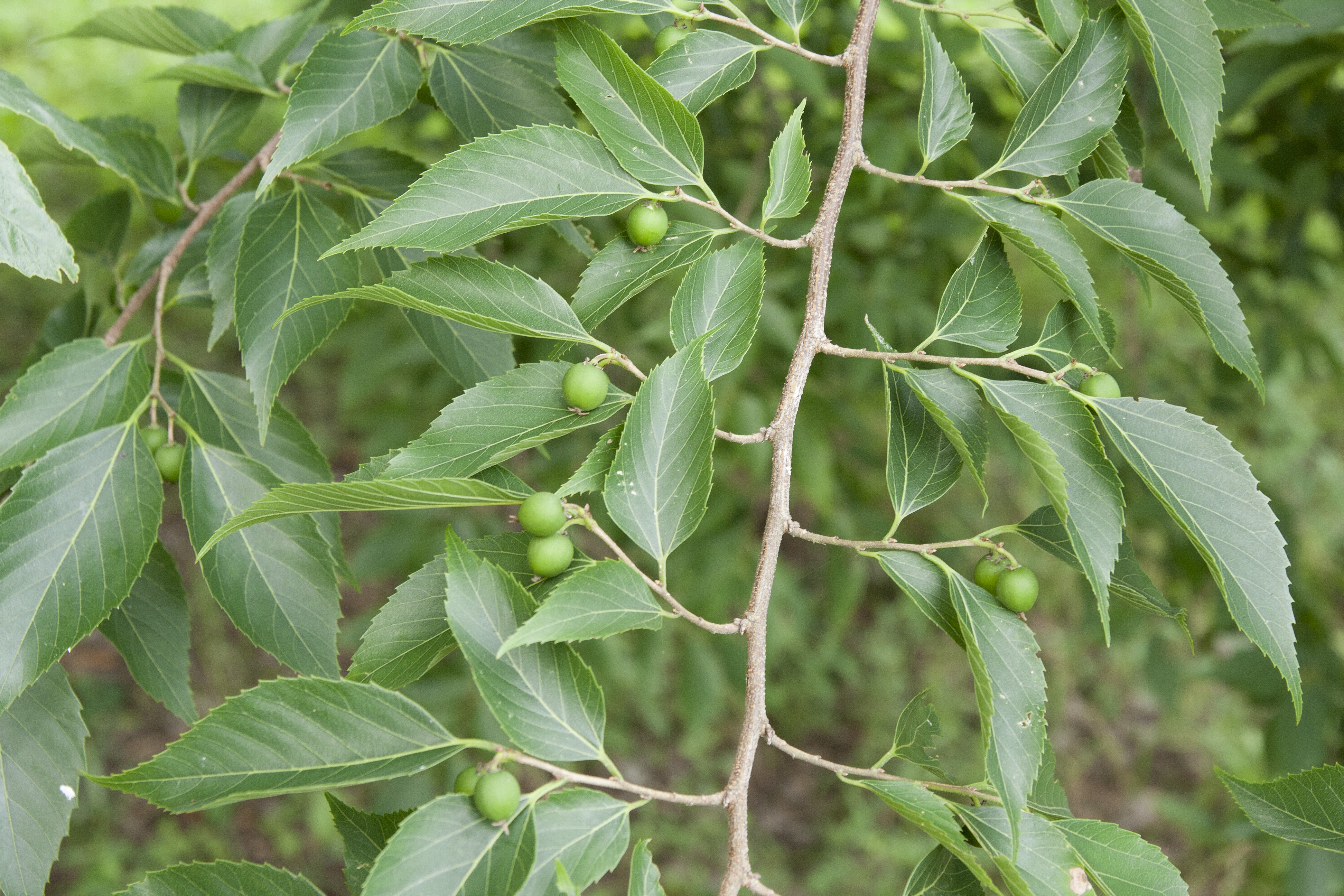
Blätter und unreife Früchte

Aphananthe aspera ist ein Baum in der Familie der Hanfgewächse aus dem zentralen bis südlichen China, Taiwan, Korea, Japan und Vietnam. In Japan ist er als Muku (muku no ki, Katakana ムクノキ, Kanji 椋木 oder 椋の木) bekannt.

## Beschreibung
Aphananthe aspera wächst als laubabwerfender Baum bis etwa 25 Meter hoch. Der Stammdurchmesser erreicht 50 bis über 100 Zentimeter. Der Stamm ist öfters geriffelt. Die grau-braune bis bräunliche Borke ist feinfurchig und im Alter schuppig oder abblätternd.
Die einfachen, wechselständigen und dünnledrigen, rauen Laubblätter sind kurz gestielt. Der kurze Blattstiel ist bis etwa 1 Zentimeter lang. Die spitzgesägten, eiförmigen Blätter sind zugespitzt und 5–12 Zentimeter lang und 3–6 Zentimeter breit. Sie sind oberseits schuppig und unterseits mehr oder weniger kurz behaart. Die Nervatur ist dreizählig und unterseits erhaben. Die Nebenblätter sind klein und abfallend.
Aphananthe aspera ist einhäusig monözisch. Die Blüten erscheinen achselständig, die weiblichen meist einzeln und die männlichen in kleinen, leicht behaarten Zymen. Die sehr kleinen, gestielten und meist eingeschlechtlichen, 4–5zähligen, gelblich-grünen Blüten sind mit einfacher Blütenhülle. Die Tepalen sind leicht behaart und 2–2,5 Millimeter lang. Die männlichen Blüten besitzen 4–5 kurze Staubblätter und einen Haarbüschel im Zentrum. Der kurz behaarte Fruchtknoten der weiblichen Blüten ist oberständig mit zwei langen Narbenästen.
Es werden kleine, bis 0,7–1,3 Zentimeter große, rundliche und bläuliche bis schwärzliche, leicht fein behaarte Steinfrüchte mit Perianth- und Narbenresten gebildet.

## Taxonomie
Die Erstbeschreibung des Basionyms Prunus aspera erfolgte 1784 durch Carl Peter Thunberg in Flora Japonica 201 und Systema Vegetabilium. Editio decima quarta 463. Die Umteilung in die Gattung Aphananthe erfolgte 1873 durch Jules Émile Planchon in A.P.de Candolle, Prodr. 17: 208. Weitere Synonyme sind Celtis muku Siebold, Homoioceltis aspera (Thunb.) Blume, Aphananthe aspera var. pubescens C.J.Chen, Sponia nudiflora Siebold & Zucc. u. a.

## Verwendung
Die Früchte sind essbar.
Die Blätter werden zum Holzpolieren verwendet. Aus der Rinde kann eine Faser erhalten werden, die auch zur Herstellung von Japanpapier verwendet wird.
Das Holz wird für einige Anwendungen genutzt.